# Joanna Mytnik-Ejsmont
Joanna Mytnik-Ejsmont (1975) es una botánica polaca; del Departamento de Taxonomía y Conservación de la Naturaleza, de la Universidad de Gdańsk.
Es autora en la identificación y nombramiento de nuevas especies para la ciencia, a abril de 2015, posee la prodigiosa cifra de 454 nuevos registros de especies, especialmente de la familia Orchidaceae (géneros Angraecoides, Boryangraecum, Irenea, etc.) (véase más abajo el vínculo a IPNI).

## Algunas publicaciones
- d.l. Szlachetko, s. Nowak, j. Mytnik-ejsmont, m. Kolanowska. 2014. Revision of the genus Myrosmodes (Orchidaceae, Spiranthoideae) in Colombia. Systematic Bot. 39(3): 740-749. IF: 1.106

- --------------------, m. Górniak, m. Kolanowska, j. Mytnik-ejsmont, a.k. Kowalkowska, p. Rutkowski, t. Koliński. 2014. Taxonomic position and phylogeny of the genus Vargasiella (Orchidaceae, Vandoideae) based on molecular and morphological evidence. PLoS ONE 9(6): e98472. doi:10.1371/journal.pone.0098472. IF: 3.534

- --------------------, j. Mytnik-ejsmont, p. Baranow, m. Górniak, k. Jolliffe. 2013. Taxonomic status of Hederorkis Thouars (Orchidaceae) based on morphological and molecular combined analyses. PLoS ONE (w druku) IF: 3.534